# Jump Back: The Best of The Rolling Stones
Jump Back: The Best of The Rolling Stones is een compilatiealbum van The Rolling Stones, uitgegeven in 1993.
Het album bevat nummers van het album Sticky Fingers (1971) tot aan Steel Wheels (1989).
Jump Back was het eerste uitgegeven album onder hun nieuwe platenlabel Virgin Records. Het album bereikte #16 in het Verenigd Koninkrijk. Ondanks de latere uitgave in de Verenigde Staten (waar het album werd uitgegeven in 2004) bereikte het album #30 en werd later een platina.

## Nummers
- Alle nummers zijn geschreven door Mick Jagger en Keith Richards tenzij anders is aangegeven.

1. Start Me Up – 3:34
2. Brown Sugar – 3:48
3. Harlem Shuffle (Bob Relf, Ernest Nelson) – 3:24
4. It's Only Rock 'n Roll (But I Like It) – 5:07
5. Mixed Emotions – 3:59
6. Angie – 4:31
7. Tumbling Dice – 3:45
8. Fool to Cry – 4:06
9. Rock and a Hard Place – 4:11
10. Miss You – 3:34
11. Hot Stuff – 3:30
12. Emotional Rescue – 5:39
13. Respectable – 3:07
14. Beast of Burden – 3:28
15. Waiting on a Friend – 4:35
16. Wild Horses – 5:43
17. Bitch – 3:36
18. Undercover of the Night – 4:33

## Hitlijsten
Album
| Jaar | Hitlijst                      | Notering |
| ---- | ----------------------------- | -------- |
| 1993 | Nederlandse Album Top 100     | 10       |
| 1993 | Official Albums Chart Top 100 | 16       |
| 2004 | Billboard 200                 | 30       |